# Episodi di Cowboy Bebop (serie televisiva 2021)
La serie live action Cowboy Bebop è stata pubblicata su Netflix il 19 novembre 2021, è composta da 10 episodi.

## Cowboy Gospel
- Diretto da: Alex Garcia Lopez
- Scritto da: Christopher Yost

### Trama
Spike e Jet sono cacciatori di taglie che cercano banditi, dopo aver riscosso una misera taglia su Tanaka come ricompensa per il loro lavoro, Jet riceve un aiuto dall'investigatore Chalmers (ora compagno della ex-moglie di Jet) su un nuovo ricercato. I due raggiungono New Tijuana in cerca di Asimov, Spike riesce a trovare Katerina la compagna del fuggitivo ma Faye è sulle tracce della ragazza ed è incaricata di portarla via, nello scontro tra i due cacciatori la ragazza fugge. Al porto spaziale si ritrovano la coppia in fuga, i tre cacciatori di taglie e alcuni componenti della mafia Red Dragon a cui Asimov aveva sottratto della droga. Nello scontro a fuoco il ricercato viene ferito gravemente ma riesce a fuggire con Katerina, una volta in orbita vengono fermati dalla polizia, Asimov è morto e la ragazza sceglie di morire per non tornare indietro. Vicious, tra i vertici del Red Dragon, viene informato che Fearless (il nome con cui era conosciuto Spike quando era nella stessa organizzazione mafiosa) è ancora vivo.
- Altri interpreti: James Hiroyuki Liao (Tanaka), Geoff Stults (Chalmers), Jan Uddin (Asimov Solensan), Lydia Peckham (Katerina Montgomery).
- L'episodio riprende la storia e i personaggi della serie animata in Asteroid Blues.

## Venus Pop
- Diretto da: Alex Garcia Lopez
- Scritto da: Sean Cummings

### Trama
Spike e Jet sono sulle tracce di un terrorista che piazza esplosivi in edifici pubblici, nel mentre un sicario cerca di uccidere Spike. Quest'ultimo raggiunge il locale gestito da Ana, la quale credeva lui fosse morto tre anni prima. La triade di anziani al comando del Red Dragon viene a sapere del traffico di droga di Vicious e lo mette alla prova chiedendogli di sparare a sua moglie Julia.
- Altri interpreti: Tamara Tunie (Ana), Mason Alexander Park (Gren).
- Un personaggio simile all'attentatore è presente anche nell'episodio Cowboy Funk.

## Dog Star Swing
- Diretto da: Michael Katleman
- Scritto da: Christopher Yost, Sean Cummings

### Trama
A Tharsis su Marte, Spike e Jet inseguono un ricercato con un dispositivo che cambia il suo volto, riescono a scoprire il suo nascondiglio in una atmo-fattoria in disuso, qui trovano il cane Ein. Julia viene ingaggiata da Ana per esibirsi come cantante nel suo locale.
- Altri interpreti: Nathaniel Lees (informatore chef).

## Callisto Soul
- Diretto da: Michael Katleman
- Scritto da: Vivian Lee

### Trama
Faye Valentine rintraccia uno dei truffatori che l'hanno risvegliata dal sonno criogenico due anni prima e ingannata ma viene interrotta da un gruppo di ecoterroristi, ferita a una spalla e la sua navicella le viene rubata. In una tavola calda Faye ritrova Spike e Jet e propone ai due di dividere la taglia sui terroristi. Julia convince Vicious a non attaccare gli Elevati che guidano il Red Dragon ma di allearsi con Mao, per questo Julia chiede ad Ana di organizzare un incontro. I cacciatori di taglie trovano gli ecoterroristi, Spike e Jet fermano il lancio dei loro missili mentre Faye insegue prima i fuggitivi poi intercetta il missile lanciato impedendo il disastro. La sua navicella viene distrutta ma Faye viene accolta sul Bebop.
- Altri interpreti: Adrienne Barbeau (Maria Murdock).

- Il gruppo di ecoterroristi è presente anche nell'episodio Gateway Shuffle dell'anime.

## Darkside Tango
- Diretto da: Alex Garcia Lopez
- Scritto da: Liz Sagal

### Trama
In un flashback, Jet è in servizio nella polizia ISSP insieme a Fad in cerca di Udai Taxim, lo trovano e Jet riesce a fermarlo ma viene colpito dai proiettili sparati da una persona nascosta. Nel presente, il programma televisivo Big Shot dà notizia di una taglia su Taxim e Jet lascia da solo il Bebop per cercarlo, per farlo contatta Fad. Nella testimonianza di Taxim veniva indicato Jet come un poliziotto corrotto e per questo fu condannato a 5 anni. Vicious stringe un patto con Mao per prendere il posto degli Elevati. Jet trova Taxim ma scopre che il poliziotto corrotto al servizio del Red Dragon è Fad e gli spara a morte. Julia capisce che Fearless è ancora vivo.
- Altri interpreti: Wade Williams (Fad), Rachel House (Mao).
- L'episodio riprende storia e personaggi da Black Dog Serenade.

## Binary Two-Step
- Diretto da: Michael Katleman
- Scritto da: Karl Taro Greenfeld

### Trama
Jet riceve informazioni da Radical Ed riguardo al guru ricercato conosciuto come dottor Londes, Spike raggiunge la sede di Londes ma prima di poterlo incontrare viene convinto a tenere una seduta in realtà virtuale. All'interno di questa, Spike incontra Julia ma entrambi vengono uccisi, quindi Spike rivive la stessa simulazione di nuovo. Jet raggiunge la sede di Londes e trova Spike collegato al visore. Kaypack, il creatore dell'intelligenza artificiale conosciuta come Londes, cerca di fermare il software, per farlo Jet e Faye raggiungono la Terra per spegnere il mainframe. 
- Altri interpreti: Mark Mitchinson (Kaypack).
- Il dottor Londes è anche nell'episodio Brain Scratch.

## Galileo Hustle
- Diretto da: Alex Garcia Lopez
- Scritto da: Alexandra E. Hartman

### Trama
Faye viene raggiunta da Whitney, la donna che l'ha ingannata dopo il suo risveglio dal sonno criogenico fingendosi sua madre, che le chiede un passaggio in cambio di informazioni sulla sua identità dimenticata. Jet e Spike capiscono che le due stanno mentendo e scoprono che su di Whitney c'è una taglia, la persona da cui Whitney sta scappando è il trafficante d'armi conosciuto come il "Visone d'acciaio", nonostante questo decidono di aiutare Faye. Vicious si accorda con Mao e Santiago per eliminare gli Elevati ma Julia propone a Mao di tradire Vicious per liberarla dal Red Dragon. Faye e Whitney raggiungono il deposito dove Faye trova tra gli oggetti del suo passato soltanto una videocassetta VHS, sopraggiunge il Visone che si ricongiunge con Whitney e la cacciatrice di taglie fugge prendendo una navicella. 
- Altri interpreti: Christine Dunford (Whitney), Tyson Ritter (Visone d'acciaio), Blessing Mokgohloa (Santiago).
- Nella serie animata Faye trova una videocassetta Betamax.

## Sad Clown A-Go-Go
- Diretto da: Alex Garcia Lopez
- Scritto da: Javier Grillo-Marxuach

### Trama
Vicious irrompe nel laboratorio in cui è rinchiuso il sicario Pierrot le Fou, lo libera e gli chiede di eliminare Spike. Durante lo scontro con i tre cacciatori di taglie del Bebop solo Ein riesce a fermare Pierrot a causa del suo terrore per i cani. Pierrot dà appuntamento ai tre cowboy in un parco divertimenti abbandonato. Vicious viene incatenato e portato di fronte agli Elevati, viene decapitato da Mao ma si scopre che in realtà si era sostituito a Santiago, quindi elimina tutti i presenti compreso suo padre Caliban uno degli Elevati. Spike impedisce a Jet e Faye di aiutarlo sabotando il sistema del Bebop con un virus e affronta da solo il sicario.
- Altri interpreti: Josh Randall (Pierrot le Fou), John Noble (Caliban).
- L'episodio riprende il personaggio e la storia dell'episodio Pierrot le Fou dell'anime.

## Blue Crow Waltz
- Diretto da: Michael Katleman
- Scritto da: Jennifer M. Johnson

### Trama
Anni prima, Fearless e Viciuos lavorano insieme nel Red Dragon. Vicious cerca di mettersi in mostra e di scalare i ranghi in quanto figlio di uno degli Elevati, Fearless invece viene apprezzato per essere ragionevole. Il loro capo, Stax, ordina ai due di trattare con il cartello della droga Blue Crow di Nettuno per un affare. Julia inizia a esibirsi come cantante nel locale di Ana e qui conosce Vicious, con cui si fidanza. All'incontro però Vicious cerca di tagliare una mano a un uomo del cartello e rovina i piani del Red Dragon. Fearless, Julia e Vicious sono in giro quando vedono in strada la stessa persona del Blue Crow dell'incontro, Vicious lo pesta a sangue mentre Fearless porta via Julia dal luogo e poi passano insieme la notte. Dopo che Vicious ha ucciso l'uomo del cartello rivale, Fearless riceve la richiesta da Stax di eliminare il suo amico, per rimediare al suo sbaglio invece elimina da solo il Blue Crow. Fearless decide di abbandonare il Red Dragon, propone a Julia di fuggire insieme e chiede ad Ana dei documenti falsi, all'appuntamento che si sono dati però si presenta Vicious che gli mente dicendogli che la donna ha scelto lui, in realtà è stata obbligata, quindi lui e i suoi sottoposti sparano a Fearless che precipita da un pendio in un fiume e viene creduto morto.
- Altri interpreti: A Martinez (Stax).
- Il personaggio di Stax corrisponde a Mao Yenrai nella serie anime.

## Supernova Symphony
- Diretto da: Michael Katleman
- Scritto da: Christopher Yost

### Trama
Vicious, ora unico a capo del Red Dragon, rivela a Julia di essere a conoscenza del piano in cui lei e Mao hanno tentato di ucciderlo. Subito dopo lo scontro con Pierrot le Fou, Spike viene salvato da Greg e portato da Ana a Tharsis. Mentre Faye e Jet cercano il loro compagno, Faye trova un indizio sul suo luogo d'origine. I due cacciatori di taglie riescono a rintracciare Spike e a raggiungerlo, in quel momento una telefonata informa Jet che sua figlia, Kimmie, è stata rapita da Vicious che vuole in cambio Fearless, così Jet e Faye scoprono il passato nel Red Dragon di Spike. Julia si libera delle guardie di Vicious che la scortano. All'incontro per lo scambio di ostaggi Spike e Jet tentano un attacco a sorpresa ma Kimmie e Vicious sono presenti solo come un ologramma così i due cowboy vengono catturati e portati in una cattedrale, prima di essere giustiziati interviene Faye che li libera e porta in salvo Jet e Kimmie. Spike affronta Vicious, nello scontro entrambi si feriscono a vicenda, arriva Julia che spara a Vicious e propone a Spike di ucciderlo per comandare insieme il Red Dragon ma lui rifiuta, quindi la donna spara a Spike facendolo cadere dal rosone della cattedrale.
Kimmie viene portata a casa da sua madre e da Chalmers, che la bambina chiama papà; Faye fa i bagagli e lascia il Bebop in cerca del suo passato; Vicious viene incatenato da Julia, la quale prende il controllo dell'organizzazione e tenta una roulette russa puntando la pistola contro l'uomo, promettendo di rifarlo il giorno dopo; Spike sopravvive e ferito raggiunge Jet ma questo non lo accoglie a bordo. Dopo essersi ubriacato in un bar Spike crolla a terra, viene raggiunto da Ed, insieme al suo cane Ein, e la giovane hacker gli propone di inseguire il ricercato Vincent Volaju.
- Vengono riprese l'ambientazione e le canzoni Rain (cantata da Steve Conte) e Green Bird dell'episodio Ballad of Fallen Angels.